# Jordan (cantante)
Jordan, pseudonimo di Franco Mammarella (Chieti, 18 ottobre 1948), è un cantante italiano.

## Biografia
Viene scoperto come cantante da Vincenzo Micocci, ottenendo nel 1969 un contratto discografico con la IT.
Sotto quest'etichetta pubblica l'anno successivo il suo primo 45 giri, contenente Il colore dell'amore, brano con cui partecipa al Cantagiro 1970.
Jordan passa poi alla Seven Records, l'etichetta del maestro Giuliano Facioni distribuita dalla RCA Italiana.
L'anno successivo è in gara al Festival di Sanremo 1971 con Lo schiaffo (cantata in abbinamento con i Gens), esibendosi accompagnato dai Middle of the Road, non riuscendo ad andare in finale.
Sempre nel 1971 ritorna al Cantagiro con La farfalla.
Vince il girone B della stessa manifestazione l'anno successivo, in cui si presenta con il gruppo musicale FM2, formato da elementi di diversa nazionalità (Dave Sumner, chitarrista inglese dei Primitives; Douglas Meakin dei Motowns; Nicola Distaso, chitarrista dell'edizione italiana del Musical Hair, dei Libra e della Reale Accademia di Musica; Jean Claude Dubois, bassista francese del gruppo Les Lionceaux; David Walter, batterista dei Libra; Uccio Sanacore, tastierista), proponendo la canzone Chérie chérie, scritta da Paolo Dossena e Lilli Greco. Il brano sul retro del 45 giri (uscito a giugno), It's Over, è scritto da Dossena con Paolo Amerigo Cassella e da Loic Marie Cocciante.
Dopodiché abbandonò le scene.

## Discografia

### Da solista
Singoli
- 1970 – Il colore dell'amore/Un fiore, una bugia
- 1971 – Lo schiaffo/Il colore dell'amore
- 1971 – La farfalla/Donna di paese
- 1971 – Vietato/Un pugno d'amore

### Con gli FM2
Singoli
- 1972 – Chérie chérie/It's Over